# Marco Colazzo
Marco Colazzo (Roma, 1963) è un artista italiano.

## Attività artistica
Partecipò alle Quadriennali di Roma del 1996 e del 2008 e alla Biennale di Venezia del 2011. Una sua opera appartiene alla Collezione d'arte Farnesina Experimenta, di proprietà del Ministero degli Esteri italiano.